# Teizo Matsumura
Teizo Matsumura (født 15. januar 1929 i Kyoto, Japan, død 6. august 2007) var en japansk komponist, professor. lærer og poet.
Matsumura hører til de ledende japanske komponister i det 20. århundrede. Han var influeret af Maurice Ravel og Igor Stravinskij.
Han har skrevet to symfonier, hvoraf den første hører til en af de vigtigste symfonier fra Japan. Matsumura har desuden skrevet orkesterværker, kammermusik, to klaverkoncerter, filmmusik og kotomusik etc.

## Udvalgte værker
- Symfoni nr. 1 - (1965) - for orkester
- Symfoni nr. 2 - (1998) - for orkester
- Klaverkoncert nr. 1 & 2 (1973, 1978) - for klaver og orkester
- "Pneuma" (1986) - for strygerorkester